# Спољна Сава капија
Спољна Сава капија  једна је од многобројних на Београдској тврђави, изграђена у рову испод Бастиона Савске падине у правцу спољне линије рова – Великог степенишног силаза.

## Изградња и положај
Спољна Сава капија настала је за време фортификацијских радова на Београдској тврђави, током којих су Турци користећи природан пад терена према реци Сави, формирали високи подзид испред рова, који је штитио зврђаву, и на њему образовали нов бастион Савске падине. Испред овог бастиона формиран је ров кроз који је у приобалном делу пролазила комуникација ка спољној Сава капији. Ров који пресеца Савску падину од Краљевог равелина до Спољне Сава капије, пресечен је са два попречна капонира, а на крају се у спољној линији рова налази Сава капија.  На тај начин је ров Савске падине подељен у три сегмента. Капонири су зидани у виду преградног зида и постављени су усправно на ескарпе. Над контраескарпама, као последња линија одбране, налази се палисадна ограда која се наставља на полубастион који се налази изнад Спољне Сава капије. Трећи сегмент, у подножју, оивичен је Бастионом Савске падине, капониром 2, контраескарпом 1 и излази на приобални ров, односно на комуникацију која иде из Доњег града кроз Спољну Сава капију ка вароши, односно ка западу.

## Архитектура
Сава капија, је грађевинска структура једноставног архитектонског склопа у стандарндом декоративном стилу за турске капије. Састоји се од пролаза кроз бедем ширине 2,50 м и декоративно обрађене улазне фасаде. Фасада је зидана  од правилно тесаног камена квадратног облика у једној равни. На врху, капија је завршена профилисаним венцем.
Лево и десно изнад полукружног лука портала налазе се асиметрично постављене три розете, а на централној позицији испод завршног венца капије налази се квадратна декоративна камена плоча.
Од декоративног приказа изведеног у плитком рељефу очуване су фигуре две птице док је централни
део потпуно уништен у другој половини 19. века.

## Обнова
Обнова капије, која је обављена током 2006. године, започела је уклањањем великих наслага рецентног шута (0,50–1,00 м) до нивоа калдрме из периода између два светска рата. Потом је након сондирања темеља откривено да бедем није зидан једновремено с капијом и да је ниво пролаза капије промењен у веома кратком периоду по њеној изградњи.
Капије, је током обнове саниран у дужини у којој је и била зидана. На порталу Сава капије, испод самог лука, извршена је замена камених блокова који су недостајали, док је на фасади капије изведена надоградња оштећених камених блокова. Поред тога, изведена је и рестаурација оштећене розете.